# Muscle sphincter externe de l'anus
Le muscle sphincter externe de l'anus est un muscle strié impair de la région anale.

## Description
Le muscle sphincter externe de l'anus forme un plan de fibres musculaires squelettiques, de forme elliptique et intimement adhérent au tissu cutané entourant le bord de l'anus.
Il a une diamètre d'environ 8 à 10 cm de son extrémité antérieure à son extrémité postérieure, et se situe à 2,5 cm de l'anus.
Les fibres musculaires forment deux arcs qui circonscrivent le canal anal et se rejoignent à l'avant et à l'arrière de celui-ci.
Il se compose de trois parties :
- une partie sous-cutanée,
- une partie superficielle qui constitue la partie principale du muscle,
- une partie profonde.

La partie sous-cutanée située sous la peau. Les deux arcs se rejoignent sur la face profonde de la peau.
Pour la partie superficielle les deux arcs se rejoignent à l'arrière sur raphé du diaphragme pelvien qui s'étend de la pointe du coccyx au bord postérieur de l'anus et en avant sur le corps du périnée et se joignant au muscle transverse superficiel du périnée, au muscle élévateur de l'anus et au muscle bulbo-spongieux.
La partie profonde  forme un sphincter complet jusqu'au canal anal. Ses fibres entourent celui-ci, étroitement appliquées au muscle sphincter interne de l'anus, et se confondent en avant avec les autres muscles au corps du périnée.
Le bord supérieur du muscle est mal défini, car des fibres s'en dégagent pour rejoindre le muscle élévateur de l'anus.

## Innervation
Le muscle sphincter externe de l'anus est innervé par le nerf anal inférieur.

## Actions
Comme les autres muscles, il est toujours dans un état de contraction tonique, et n'ayant pas de muscle antagoniste, il maintient le canal anal et l'anus fermés.
Il peut être mis dans un état de plus grande contraction sous l'influence de la volonté, de manière à obstruer plus fermement l'ouverture anale, lors d'efforts expiratoires sans rapport avec la défécation.
Prenant son point fixe au coccyx, il aide à fixer le point central du périnée, afin que le muscle bulbo-spongieux puisse agir à partir de ce point fixe.
Il se rétracte lors de la défécation.

## Galerie

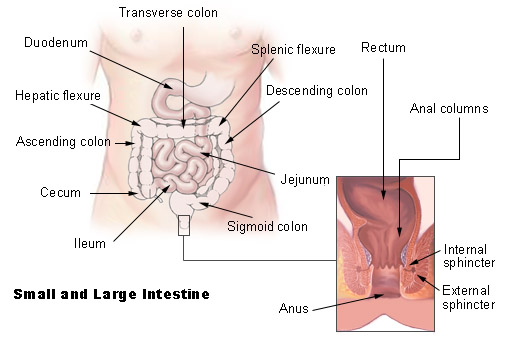
Intestins
Anatomie de l'anus humain.
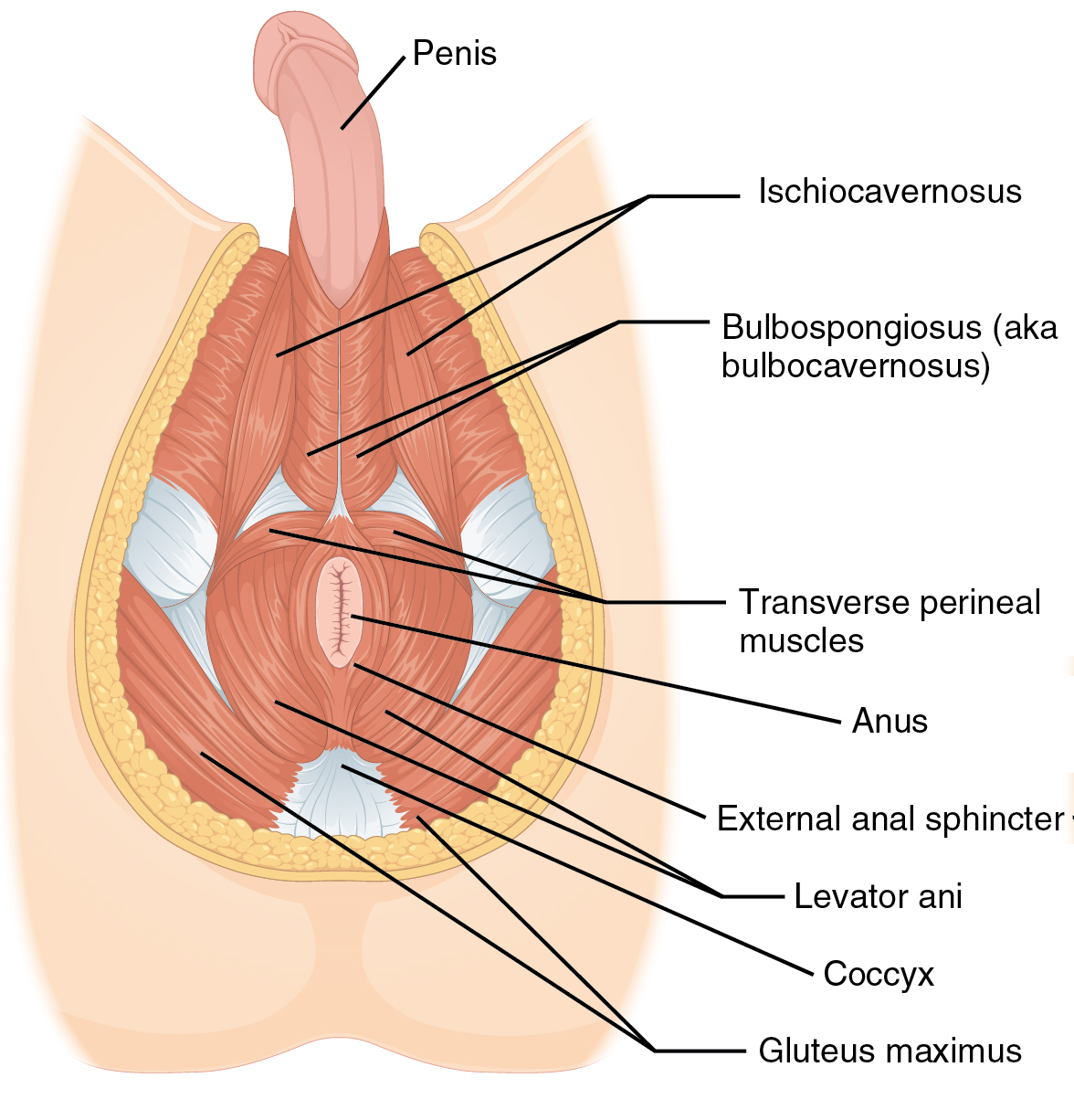
Muscles du périnée masculin.
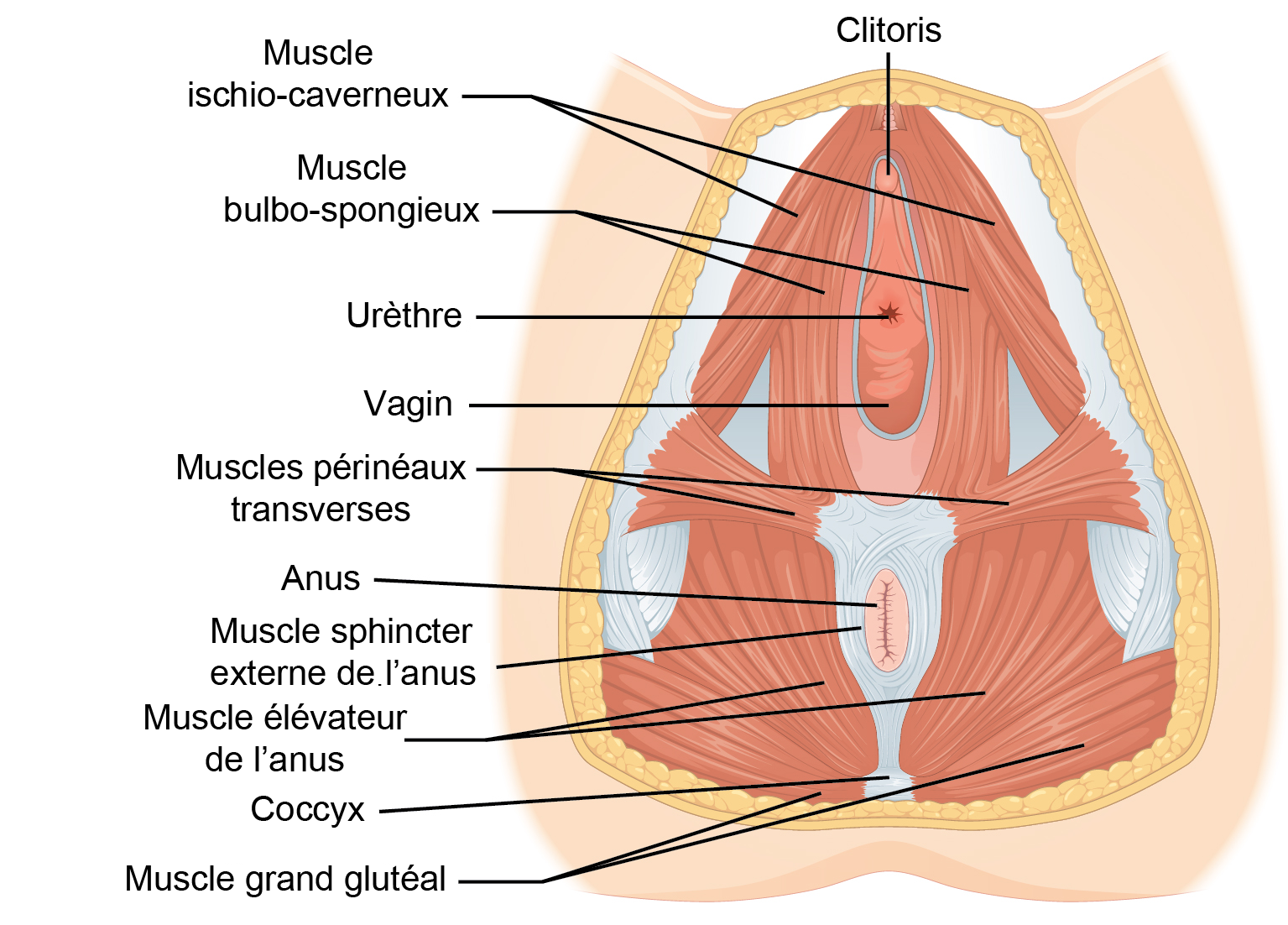
Muscles du périnée féminin.
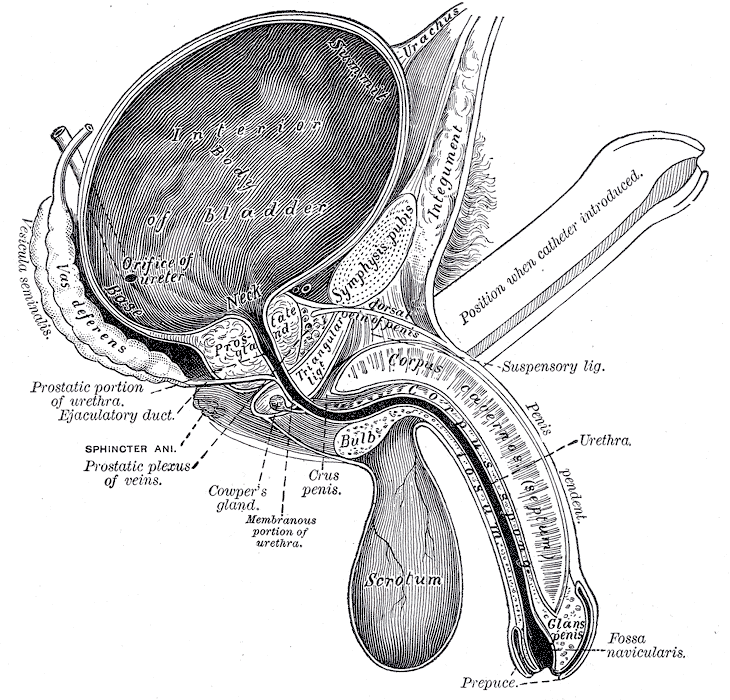
Coupe sagittale (verticale) de la vessie, du pénis et de l'urètre.